# Mermaid Saga
Mermaid Saga ist eine Manga-Reihe der japanischen Zeichnerin Rumiko Takahashi. Das Werk wurde mehrmals als Anime verfilmt und lässt sich in die Genres Action und Horror einordnen.
Die Handlung um Meerjungfrauen basiert auf der japanischen Legende der Yao Bikuni.

## Inhalt
In Japan besagt eine Legende, dass jeder, der das Fleisch einer Meerjungfrau (Ningyo) isst, die Unsterblichkeit erlangt. Ein junger Mann namens Yuta muss am eigenen Leib feststellen, dass dies mehr als nur eine Legende ist. Gemeinsam mit dem fünfzehnjährigen Mädchen Mana, die ebenfalls durch den Verzehr des Fleisches einer Meerjungfrau unsterblich geworden ist, sind die beiden auf der Suche nach einer Meerjungfrau, die diesen „Fluch“ von ihnen nehmen kann. Das Fleisch ist jedoch sehr begehrt und viele Leute sind hinter dem kostbaren Schatz her. Aber nur die wenigsten, die das Fleisch essen, überstehen den Umwandlungsprozess unbeschadet und erlangen die Unsterblichkeit, da es ein tödliches Gift ist. Die meisten sterben entweder, überleben verunstaltet oder werden zu seelenlosen Fischmenschen, die Verlorene Seelen genannt werden. Auch sind die Meerjungfrauen keine gutmütigen Geschöpfe, sondern grausame Bestien, die wiederum diejenigen wenigen jagen oder halten, die diesen Verwandlungsprozess überlebten, um durch deren Fleischgenuss ihre eigene Jugend wiederzuerhalten.

## Veröffentlichung
Ursprünglich erschienen die neun Kurzgeschichten von 1984 bis 1994 im Manga-Magazin Shōnen Sunday des Verlags Shogakukan. Später wurden sie in 3 Bänden zusammengefasst: Ningyo no Mori (人魚の森), Ningyo no Kizu (人魚の傷) und Yasha no Hitomi (夜叉の瞳).
Der Manga wurde unter anderem ins Englische und Französische übersetzt. In Deutschland erschien die Serie, in gespiegelter Form, 2001 und 2002 bei Egmont Manga & Anime in 4 Bänden. Dabei wurden die letzten beiden Kurzgeschichten des dritten japanischen Bandes in Deutschland als zweiter Band veröffentlicht.
Der erste Band von Mermaid Saga wurde 1991 als Anime-OVAs durch das Studio Pierrot verfilmt. Regie führte Takaya Mizutani, das Charakter-Design entwarf Sayuri Ikkoku und künstlerischer Leiter war Kazuyoshi Kanemura. Die 56-minütige OVA wurde am 16. August in Japan mit dem Titel Ningyo no Mori veröffentlicht.
Die erste OVA erschien auf Englisch bei Manga Entertainment in Australien, wurde auf Spanisch von TV3 ausgestrahlt und ins Italienische und Niederländische übersetzt.
1993 folgte eine zweite, von Madhouse produzierte OVA, bei der Morio Asaka Regie führte. Charakter-Designer war Kumiko Takahashi und die künstlerische Leitung übernahm Hidetoshi Kaneko. Der Anime wurde auch ins Englische und Spanische übersetzt.
2003 wurde eine 13-teilige Fernsehserie mit dem Titel Takahashi Rumiko Gekijō: Ningyo no Mori (高橋留美子劇場 人魚の森) produziert, wobei die letzten beiden Folgen nur auf DVD erschienen. Regisseur war Masaharu Okuwaki, Charakter-Designer Masaki Sato und künstlerische Leiter waren Junichi Azuma und Toshiyuki Tokuda. Die Serie wurde vom 4. Oktober bis zum 20. Dezember 2003 durch die Sender TV Ōsaka und TV Tokyo ausgestrahlt.
Die Fernsehserie erschien auf Italienisch bei Polygram Video, auf Niederländisch bei Kaze Animation und auf Englisch bei Geneon Entertainment. Auf Deutsch wurde die Animeserie von RedPlanet veröffentlicht.

### Synchronisation
Die deutsche Synchronfassung der Serie wurde von brandt Film Berlin angefertigt.
| Rolle | Japanischer Sprecher (Seiyū) | Deutscher Sprecher |
| ----- | ---------------------------- | ------------------ |
| Yuta  | Kōichi Yamadera              | Sebastian Schulz   |
| Mana  | Minami Takayama              | Julia Kaufmann     |

### Musik
Die Musik der ersten OVA Ningyo no Mori wurde komponiert von Kenji Kawai, die der zweiten von Norihiro Tauri. Der Vorspann der Fernsehserie, Like an angel, stammt von Chiaki Ishikawa, der Abspanntitel Mizu tamari von kayoko.

### Soundtrack
Zu den OVAs erschien jeweils ebenfalls ein Soundtrack zum selben Jahr dazu. Der Soundtrack zu der TV-Serie wurde zusammen mit der Rumiko Takahashi Anthology veröffentlicht.

## Rezeption
Rumiko Takahashi erhielt 1989 für Mermaid Saga den 20. Seiun-Preis. Laut der Fachzeitschrift AnimaniA beweist Rumiko Takahashi mit Mermaid Saga, dass sie auch das Mystische beherrscht. Der Manga verbinde die Erzählung menschlicher Schicksale mit Mythologie und Horror. Die Geschichte steche durch die düstere Atmosphäre aus den anderen Werken Takahashis heraus. Es gelinge, den Leser mitzureißen und im Laufe der Handlung jedes Einzelschicksal zu beleuchten.
Laut Splashcomics ist der Manga im typischen Stil Rumiko Takahashis gehalten. Die Handlung sei mystisch gehalten, gruselig und spannend. Die späteren Geschichten würden jedoch bereits behandelte Elemente wiederholen, vermutlich seien der Autorin die Ideen ausgegangen. Das Ende sei jedoch wieder spannend und trotz der Offenheit passend.